# Radogoszcz (Poméranie)
Pour l’article homonyme, voir Radogoszcz (Basse-Silésie).
Radogoszcz est une localité polonaise de la gmina rurale d'Osiek située dans le powiat de Starogard en voïvodie de Poméranie. Elle se trouve à environ 28 kilomètres au sud de Starogard Gdański et 73 km au sud de la capitale régionale Gdańsk.

## Géographie

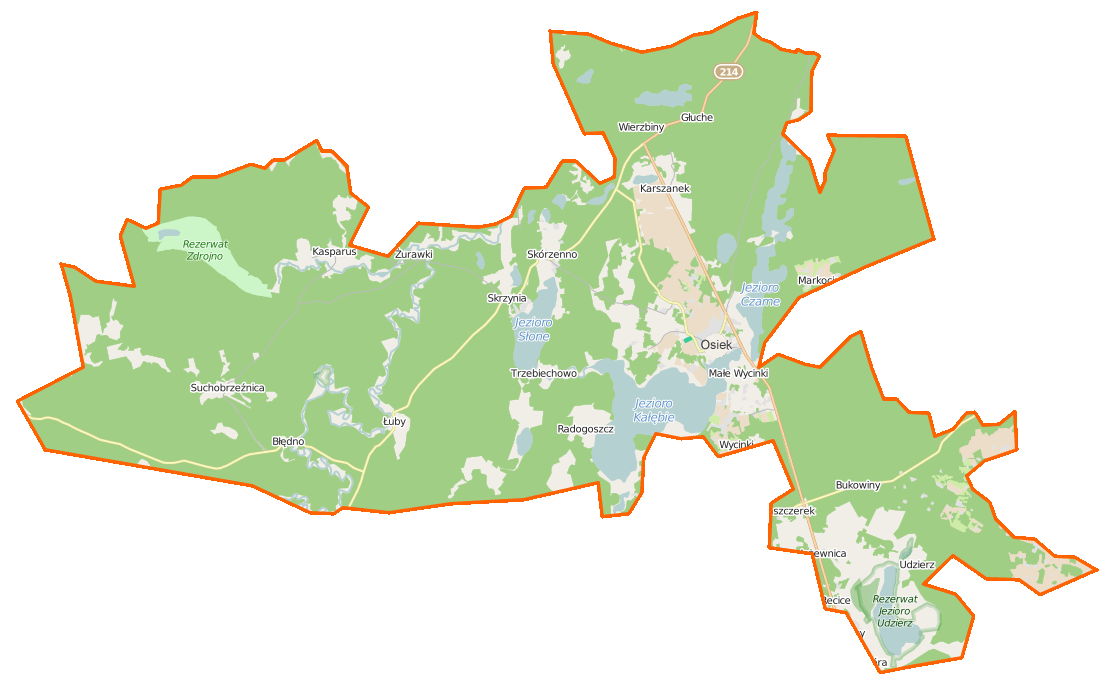
Carte de la gmina d'Osiek.